# Чинозеро
Чинозеро — озеро на территории Поросозерского сельского поселения Суоярвского района Республики Карелии.

## Общие сведения
Площадь озера — 13,5 км², площадь водосборного бассейна — 168 км². Располагается на высоте 174,0 метров над уровнем моря.
Форма озера лопастная, продолговатая: вытянуто с северо-запада на юго-восток. Берега изрезанные, каменисто-песчаные, преимущественно возвышенные, местами заболоченные.
Через озеро течёт безымянный водоток, протекающий через цепочку озёр Авегенлампи → Сурьярви → Писто → Чинозеро и впадающий в итоге в Котчозеро, откуда берёт начало река Гумарина, втекающая в реку Ломнезерку, впадающую, в свою очередь, в озеро Селецкое.
В озере расположено около двух десятков безымянных островов различной площади, однако их количество может варьироваться в зависимости от уровня воды.
У юго-восточной оконечности озера проходит шоссе 86К-14 («Суоярви — Юстозеро — (через Поросозеро) — Медвежьегорск»).
Код объекта в государственном водном реестре — 02020001111102000007215.